# Groß Meckelsen
Groß Meckelsen er en kommune med knap 500 indbyggere (2013) i den sydvestlige del af Samtgemeinde Sittensen i den østlige centrale del af Landkreis Rotenburg (Wümme), i den nordlige del af den tyske delstat Niedersachsen.
Bundesautobahn 1 går gennem kommunen, og ved bebyggelsen Kuhmühlen er der holdeplads på jernbanen Wilstedt–Tostedt. Floden Oste løber langs den sydlige og vestlige kommunegrænse.